# Shinoe Shōda
Pour les articles homonymes, voir Shoda.
Shinoe Shōda (正田 篠枝, Shōda Shinoe), née le 22 décembre 1910 et morte le 15 juin 1965, est une poétesse et écrivaine japonaise connue pour ses ouvrages du genre dit de la littérature de la bombe atomique. Née à Hiroshima, elle est diplômée du lycée pour fille Aki en 1928. En évitant la censure de la période de l'occupation, elle publie secrètement Sange (« pénitence »), une anthologie de poésie tanka en 1947. Elle écrit des poèmes, des mémoires et des contes pour enfants jusqu'à sa mort  d'un cancer du sein. Elle ne vit malheureusement pas assez longtemps pour voir la publication de sa seconde collection de tanka, « Sarusuberi » (« crêpe de myrte »), publiée en 1966. « Reiko » et « Chanchako bachan » sont publiés dans « Dokyumento Nihonjin » en 1969. « Pikakko-chan » contient sept histoires dont « Reiko » et « Chanchako bachan »,.